# (1727) Mette
(1727) Mette ist ein Asteroid des inneren Hauptgürtels, der am 25. Januar 1965 von dem irischen Astronomen A. David Andrews in Bloemfontein entdeckt wurde.
Der Asteroid ist nach der Ehefrau des Entdeckers benannt.